# 포인세티아

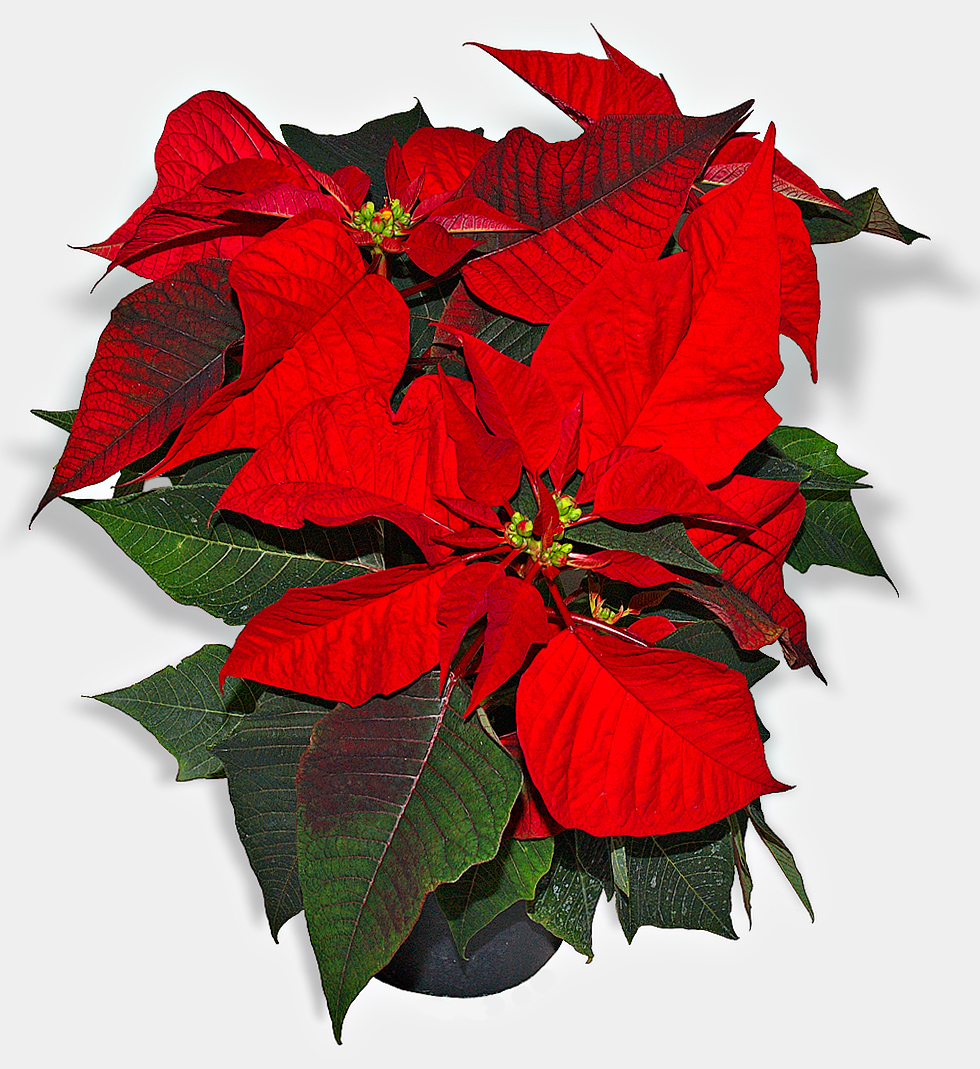
포인세티아.

포인세티아(poinsettia, /pɔɪnˈsɛtiə/ 또는 /pɔɪnˈsɛtə/, Euphorbia pulcherrima)는 대극과에 속하는 멕시코 원산의 관목이다. 윗부분의 잎이 빨갛게 되어 수레바퀴 모양으로 퍼져 있는 모습이 마치 꽃처럼 보인다. 포(苞)는 보통 밝은 붉은색을 띠지만 노란색이나 흰색을 띠는 것도 있다. 밝은 붉은색을 띠는 포가 녹색 잎과 뚜렷이 대비되기 때문에 포인세티아는 크리스마스 계절에 장식용으로 인기가 있다. 최근에는 품종 개량에 의해 가꾸기도 쉬워지고 또 종류도 많아졌다. 포인세티아는 꺾꽂이로 번식시킨다. 즉, 4월 중순에 전에 피었던 붉은 잎 부분을 잘라 내면 6월 중순부터 꺾꽂이싹을 얻을 수 있다. 꺾꽂이 모판은 버미큘라이트와 펄라이트를 반반씩 섞은 것이 좋다. 가지 끝 부분을 6~7cm 길이로 잘라 자른 부분을 물에 담갔다가 2~3cm 깊이로 꽂는다. 9월 중순쯤 잎 4~5장을 남기고 순지르기를 하면 3~5개의 곁가지가 나온다. 포인세티아는 단일 식물이므로 해가 짧아지면 꽃이 핀다. 이 식물은 열대나 아열대 지역인 주로 실외에서 잘 자라며, 높이는 0.6~4.6m에 이른다. 추운 날씨에서는 반드시 실내에서 가꿔야 한다.